# Villers-Semeuse
Villers-Semeuse ist eine französische Gemeinde mit 3628 Einwohnern (Stand: 1. Januar 2022) im Département Ardennes in der Region Grand Est. Sie gehört zum Arrondissement Charleville-Mézières. Die Einwohner werden Villersois genannt.

## Geographie
Villers-Semeuse ist eine Banlieue im Südosten von Charleville-Mézières und wird im Norden und Osten von der Maas (frz. Meuse) begrenzt. Umgeben wird Villers-Semeuse von den Nachbargemeinden Charleville-Mézières im Norden und Westen, Saint-Laurent im Nordosten, Lumes im Osten, Les Ayvelles im Süden und La Francheville im Südwesten.
Durch die Gemeinde führt die Autoroute A34 (vormals Autoroute A203) und die ehemalige Route nationale 64.

## Bevölkerungsentwicklung
| Jahr                      | 1962 | 1968 | 1975 | 1982 | 1990 | 1999 | 2006 | 2014 |
| ------------------------- | ---- | ---- | ---- | ---- | ---- | ---- | ---- | ---- |
| Einwohner                 | 3389 | 3358 | 3193 | 3074 | 3595 | 3521 | 3230 | 3596 |
| Quelle: Cassini und INSEE |      |      |      |      |      |      |      |      |

## Sehenswürdigkeiten
- Kirche Saint-Pierre aus dem 15. Jahrhundert, Monument historique seit 1972
- Die 1876 angelegte Befestigungsanlage Fort des Ayvelles (auch: Fort Dubois-Crancé; tlw. auf dem Gemeindegebiet von Les Ayvelles)
- Das Schloss Villers-Semeuse-Mézières wurde in den 1950er Jahren zerstört

## Persönlichkeiten
- Roger Marche (1924–1997), Fußballspieler
- Jacques Fabry (1931–2012), Germanist (Mythologie des 18. und 19. Jahrhunderts)
- Jean-Pascal Labille (* 1961), belgischer Politiker (PS)
- Jean-Luc Warsmann (* 1965), Politiker (UMP)
- Médéric Collignon (* 1970), Jazztrompeter und Komponist
- Patrick Regnault (* 1974), Fußballspieler